# ニューカッスル・ユナイテッドFCの選手一覧
ニューカッスル・ユナイテッドFCの選手一覧は、過去にニューカッスル・ユナイテッドFCに所属した経験のある選手、および監督の一覧である。

## 監督
| #  | 氏名                                | 国籍           | 在籍年                           |
| -- | ----------------------------------- | -------------- | -------------------------------- |
| 1  | フランク・ワット                    | イングランド   | 1895年08月01日 - 1930年01月01日  |
| 2  | アンディ・カニンガム                | スコットランド | 1930年01月01日 - 1935年05月31日  |
| 3  | トム・メザー                        | イングランド   | 1935年06月01日 - 1939年09月01日  |
| 4  | スタン・シームーア                  | イングランド   | 1939年09月01日 - 1947年03月01日  |
| 5  | ジョージ・マーティン (サッカー選手) | イングランド   | 1947年05月01日 - 1950年12月01日  |
| 6  | スタン・シームーア                  | イングランド   | 1950年12月01日 - 1954年12月01日  |
| 7  | ダグ・リヴィングストン              | イングランド   | 1954年08月01日 - 1956年07月31日  |
| 8  | スタン・シームーア                  | イングランド   | 1956年01月01日 - 1958年06月01日  |
| 9  | チャーリー・ミッテン                | イングランド   | 1958年06月01日 - 1961年10月01日  |
| 10 | ノーマン・スミス                    | イングランド   | 1961年10月01日 - 1962年06月01日  |
| 11 | ジョー・ハーヴィー                  | イングランド   | 1962年06月01日 - 1975年06月01日  |
| 12 | ゴードン・リー                      | イングランド   | 1975年06月12日 - 1977年01月30日  |
| 13 | リチャード・ディニス                | イングランド   | 1977年02月02日 - 1977年11月09日  |
| 14 | ビル・マガーリー                    | イングランド   | 1977年11月18日 - 1980年08月31日  |
| 15 | アーサー・コックス                  | イングランド   | 1980年09月01日 - 1984年05月24日  |
| 16 | ジャッキー・チャールトン            | イングランド   | 1984年08月14日 - 1985年08月10日  |
| 17 | ウィリー・マクフォール              | 北アイルランド | 1985年09月10日 - 1988年10月10日  |
| 18 | コリン・サジェット                  | イングランド   | 1988年11月02日 - 1988年12月04日  |
| 19 | ジム・スミス                        | イングランド   | 1988年12月04日 - 1991年03月26日  |
| 20 | オズワルド・アルディレス            | アルゼンチン   | 1991年03月26日 - 1992年02月05日  |
| 21 | ケビン・キーガン                    | イングランド   | 1992年02月05日 - 1997年01月08日  |
| 22 | テリー・マクダーモット              | イングランド   | 1997年01月08日 - 1997年01月14日  |
| 23 | ケニー・ダルグリッシュ              | スコットランド | 1997年01月14日 - 1998年08月27日  |
| 24 | ルート・フリット                    | オランダ       | 1998年08月27日 - 1999年08月28日  |
| 25 | スティーブ・クラーク                | イングランド   | 1999年08月28日 - 1999年09月02日  |
| 26 | サー・ボビー・ロブソン              | イングランド   | 1999年09月02日 - 2004年08月30日  |
| 27 | ジョン・カーヴァー                  | イングランド   | 2004年08月30日 - 2004年09月13日  |
| 28 | グレアム・スーネス                  | スコットランド | 2004年09月13日 - 2006年02月02日  |
| 29 | グレン・ローダー                    | イングランド   | 2006年02月02日 - 2007年05月07日  |
| 30 | ナイジェル・ピアソン                | イングランド   | 2006年05月07日 - 2007年05月15日  |
| 31 | サム・アラダイス                    | イングランド   | 2007年05月15日 - 2008年01月09日  |
| 32 | ナイジェル・ピアソン                | イングランド   | 2008年01月09日 - 2008年01月16日  |
| 33 | ケビン・キーガン                    | イングランド   | 2008年01月16日 - 2008年09月04日  |
| 34 | クリス・ヒュートン (監督代行)       | イングランド   | 2008年09月04日 - 2008年09月26日  |
| 35 | ジョー・キニアー                    | アイルランド   | 2008年09月26日 - 2009年04月02日  |
| 36 | アラン・シアラー                    | イングランド   | 2009年04月02日 - 2009年05月24日  |
| 37 | クリス・ヒュートン                  | アイルランド   | 2009年05月24日 - 2010年12月- 0日 |
| 38 | アラン・パーデュー                  | イングランド   | 2010年12月09日 - 2014年12月- 0日 |
| 39 | ジョン・カーヴァー (監督代行)       | イングランド   | 2015年01月- 0日 - 2015年06月09日 |
| 40 | スティーブ・マクラーレン            | イングランド   | 2015年06月10日 - 2016年03月11日  |
| 41 | ラファエル・ベニテス                | スペイン       | 2016年03月11日 - 2019年06月24日  |
| 42 | スティーヴ・ブルース                | イングランド   | 2019年07月17日 - 2021年010月20日 |
| 43 | エディ・ハウ                        | イングランド   | 2021年011月8日 -                 |

## 選手

### GK
| - パヴェル・スルニチェク - スティーヴ・ハーパー - シャカ・ヒスロップ | - シェイ・ギヴン - リオネル・ペレズ - ジョン・カレルセ | - ティム・クルル - マルティン・ドゥブラフカ |

### DF
| - フィリップ・アルベール - スティーヴ・ハウイ - ウォーレン・バートン - ダレン・ピーコック - ジョン・ベレスフォード - アンディ・オブライエン - ロビー・エリオット - スティーブ・ワトソン - アーロン・ヒューズ - スチュアート・ピアース - アレッサンドロ・ピストーネ | - マルセリーノ - オリヴィエ・ベルナール - ニコス・ダビザス - タイタス・ブランブル - ジョナサン・ウッドゲート - スティーヴン・カー - ジャン＝アラン・ブームソン - クレイグ・ムーア - セレスティン・ババヤロ - オグチ・オニェウ - クラウディオ・カサッパ | - ダヴィド・ロゼフナル - ハビブ・ベイェ - ホセ・エンリケ - セバスティアン・バソング - ファブリシオ・コロッチーニ - ダニー・シンプソン - キアラン・クラーク - アシュラフ・ラザール - デアンドレ・イェドリン - ヘスス・ガメス |

### MF
| - ペーター・マクウィリアム - ジェームズ・クロフォード - クリス・ホランド - テリー・マクダーモット - クリス・ワドル - ポール・ガスコイン - ロブ・リー - マルコム・アレン - キース・ギレスピー - デビッド・バッティ - ジョン・バーンズ - テムリ・ケツバイア - ジェイミー・マクレーン - ギャリー・スピード - ディートマー・ハマン | - ノルベルト・ソラーノ - キーロン・ダイアー - ディエゴ・ガビラン - クラレンス・アクーニャ - クリスティアン・バセーダス - ブライアン・カー - ローラン・ロベール - ウーゴ・ヴィアナ - ジャーメイン・ジェナス - ダレン・アンブローズ - リー・ボウヤー - ニッキー・バット - シャルル・エンゾグビア - ジェイムズ・ミルナー - スコット・パーカー - エムレ・ベロゾグル | - ダミアン・ダフ - ジョーイ・バートン - ジェレミ・ヌジタップ - ホナス・グティエレス - ダニー・ガスリー - ケヴィン・ノーラン - ジェームズ・パーチ - ヨアン・キャバイェ - フルノン・アニータ - ジョンジョ・シェルヴェイ - モハメド・ディアメ - ヨアン・グフラン - シェイク・ティオテ - キ・ソンヨン |

### FW
| - ジャッキー・ミルバーン - ダレン・ハッカビー - ポール・ブレイソン - ポール・キトソン - ケビン・キーガン - ピーター・ビアズリー - ミランジーニャ - ダヴィド・ジノラ - レス・ファーディナンド - ファウスティーノ・アスプリージャ - アラン・シアラー - ヨン・ダール・トマソン | - イアン・ラッシュ - ルイ・サハ - ダンカン・ファーガソン - ケヴィン・ギャラハー - ロマノ・ルア＝ルア - カール・コート - ショラ・アメオビ - クレイグ・ベラミー - マイケル・チョプラ - パトリック・クライファート - アルベルト・ルケ - マイケル・オーウェン - オバフェミ・マルティンス | - アンディ・キャロル - アラン・スミス - マーク・ヴィドゥカ - シスコ - ペーター・レーヴェンクランズ - レオン・ベスト - シェフキ・クキ - デンバ・バ - ルーク・デ・ヨング - アレクサンダル・ミトロヴィッチ - 武藤嘉紀 |